# Suối Ea Chro Tao
Suối Ea Chro Tao là một phụ lưu của sông Ia Hiao trong hệ thống sông Ba. Suối Ea Chro Tao chảy ở các huyện Ea H'leo tỉnh Đắk Lắk và huyện Phú Thiện tỉnh Gia Lai, Việt Nam .
Suối có chiều dài 12 km và diện tích lưu vực là 16 km² .

## Dòng chảy
Ea Chro Tao khởi nguồn từ các suối ở xã Ea Sol huyện Ea H'leo, chảy về hướng bắc.
Ea Chro Tao đổ vào sông Ia Hiao ở ranh giới giữa xã Ia Hiao huyện Phú Thiện và thị xã Ayun Pa tỉnh Gia Lai .

## Tên gọi
Theo Bản đồ hành chính và địa hình thì tên sông là "Ea Chro Tao". Do lỗi đánh máy mà trong "Danh mục lưu vực sông liên tỉnh" theo Quyết định số 1989/QĐ-TTg ngày 01/11/2010 của Thủ tướng Chính phủ tên sông đã viết là Suối Ea Chro Lao .

## Chỉ dẫn
1. ↑  Trong tiếng các dân tộc thuộc nhóm ngôn ngữ Môn-Khmer ở Tây Nguyên và trong tiếng Việt cổ (trước thế kỷ 16, xem Chữ Nôm) thì đăk đã có nghĩa là nước, sông, suối, còn krông nghĩa là sông. Trong tiếng một số dân tộc Tây Nguyên khác thì ea/ia có nghĩa là nước, sông, suối.